# Alces
Élan, Orignal
Pour les articles homonymes, voir Élan (homonymie) et Orignal (homonymie).
Ne doit pas être confondu avec l'Éland, espèce d'antilope africaine de la famille des Bovidés.
Genre
Répartition géographique
Alces est un genre de mammifères ruminants de la famille des cervidés, dont les représentants sont communément appelés élan (pour les individus de Sibérie et de Scandinavie) et orignal (pour les individus d'Amérique du Nord). Ces animaux, dont les bois sont aplatis en éventail, sont les plus grands des cervidés actuels.
Historiquement, le genre Alces était considéré comme monotypique, comprenant uniquement l'espèce Alces alces, elle-même divisée en plusieurs sous-espèces, mais certains spécialistes proposent aujourd'hui de considérer les populations d'Amérique du Nord et d'Eurasie comme des espèces distinctes, dont les noms scientifiques respectifs seraient Alces americanus et Alces alces.

## Étymologie
L'animal est appelé élan en Europe et orignal en Amérique du Nord.
Le terme orignal est issu du mot basque oreinak, pluriel d’orein, qui se prononce /oɾejɲak/ et aurait signifié en général « les cervidés », « les rennes » ou « les caribous ». Samuel de Champlain le nommait orignac car aux premières années des colonies, les premiers colons français l’auraient appris des Basques qui venaient régulièrement pêcher la morue et la baleine sur les côtes du Labrador et les abords du fleuve Saint-Laurent. La finale -ac a fait place à -al plus commune dans les noms d'animaux : cheval, chacal, etc.
Le mot élan est connu par diverses attestations telles qu’hele à la fin du XIIIe siècle, qu’ellend, hellent au XVe siècle ou ellan en 1606. Il s'agit sans doute d'un emprunt ancien à une langue baltique comme en témoigne la forme la plus ancienne, alors que les formes avec la finale -end, -en(t) ont été réempruntées par l'intermédiaire du moyen haut allemand elen, elend (> allemand Elen, Elentier, plus couramment appelé Elch), lui-même issu du lituanien élni(a)s « élan, cerf ». L'ancien français devait avoir un terme issu du latin alces ou du vieux bas francique *elk dont on n'a pas conservé la trace, car l'animal a disparu de la partie occidentale de l'Europe.
Il convient de ne pas le confondre avec le wapiti (Cervus canadensis), qui est un cerf, proche parent du cerf élaphe. Cette confusion est liée à une mauvaise traduction de l'anglais américain, car aux États-Unis, on nomme elk le cerf wapiti, alors que le même mot signifie « élan » en anglais britannique, sens d'origine. Enfin, l’éland (Taurotragus oryx) est une grande antilope africaine.

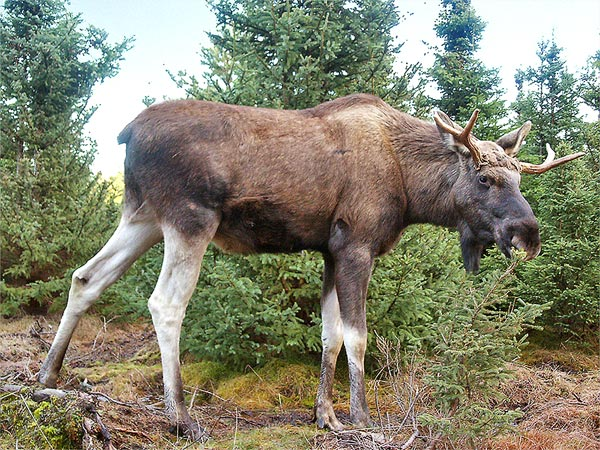
Élan européen (ici en Suède), au pelage plus clair, et aux pattes claires.

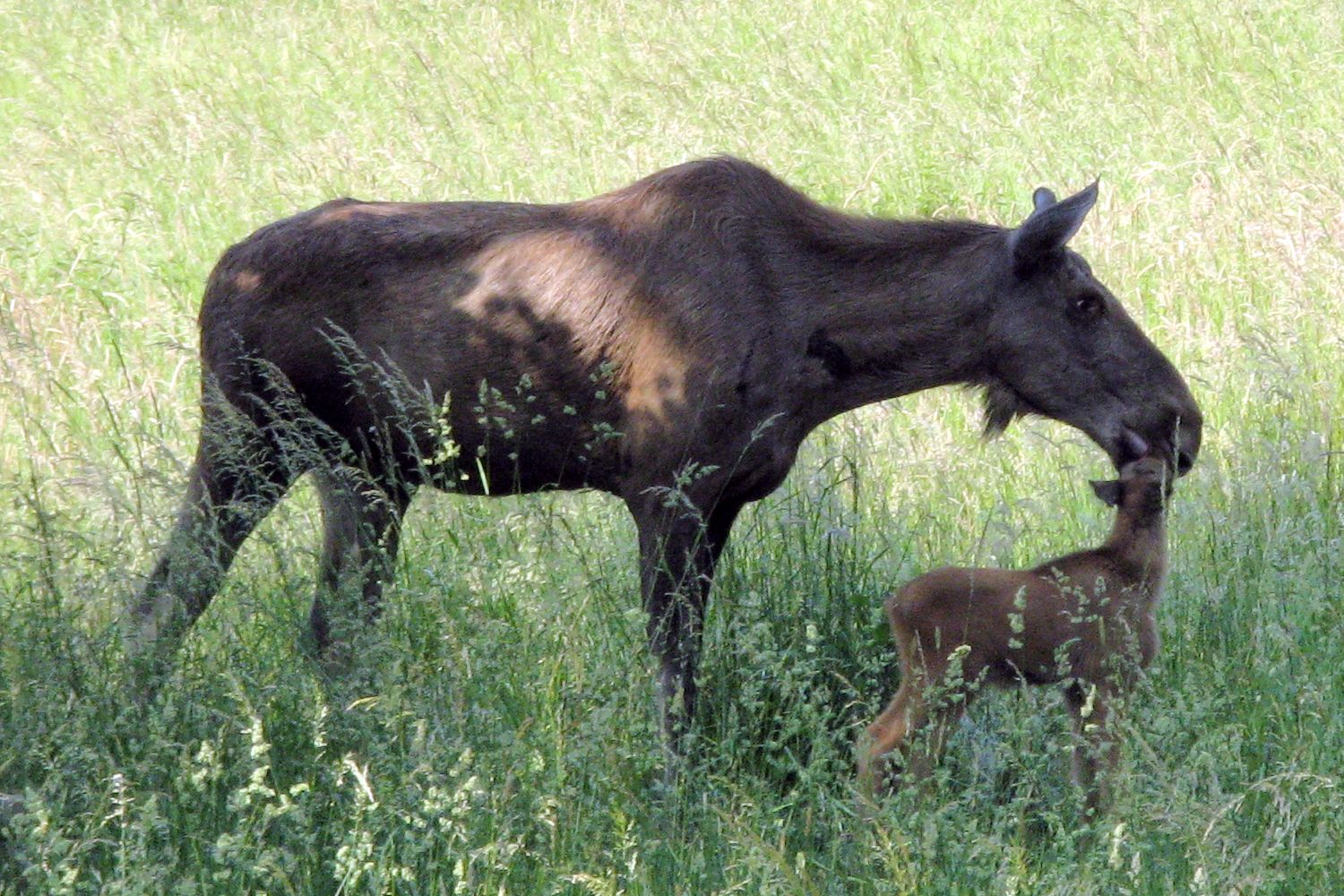
La femelle élève son petit seule.

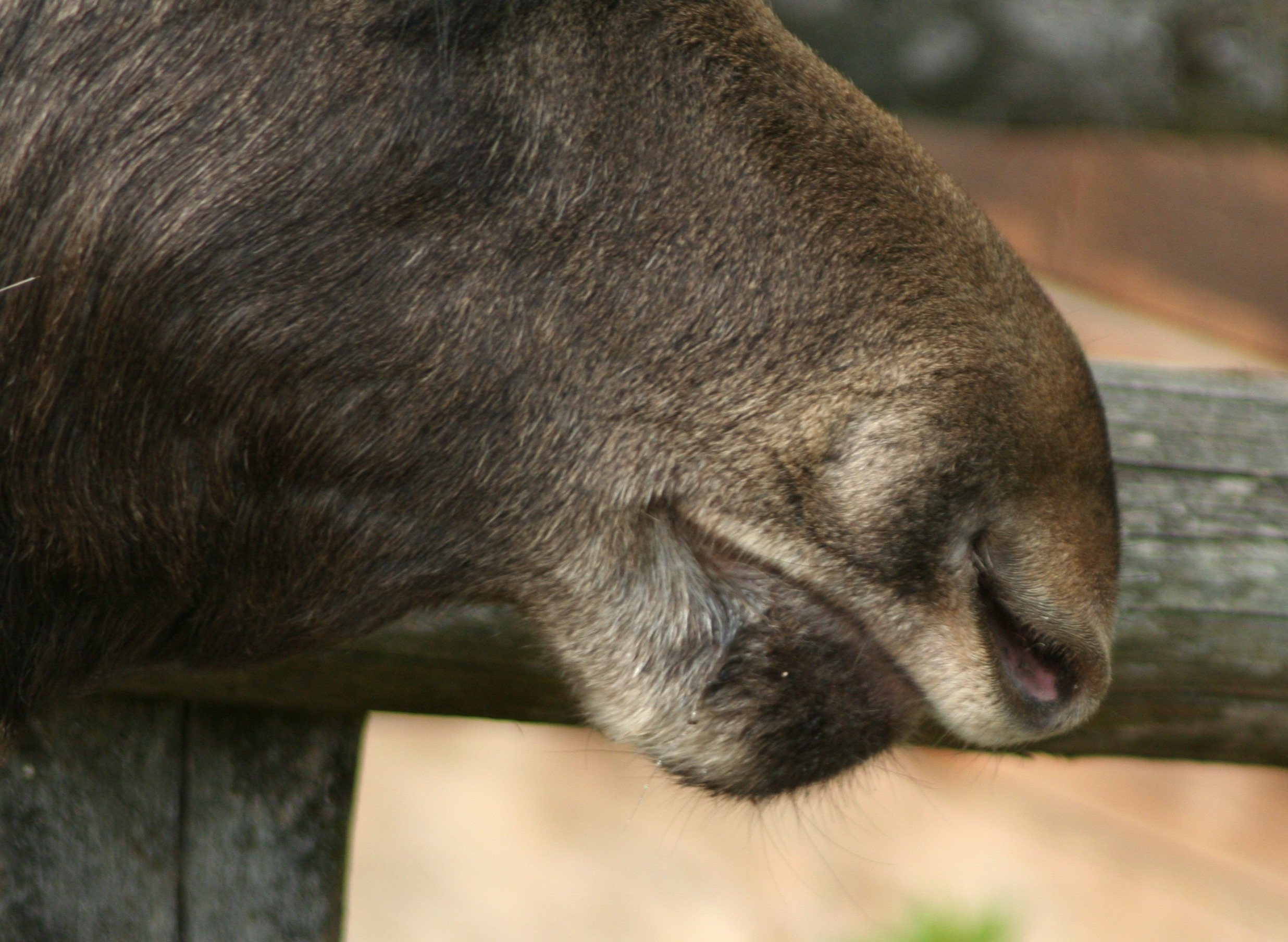
L’élan dispose de narines obturables sous l’eau. Sa mâchoire supérieure proéminente lui permet d’écorcer les troncs.

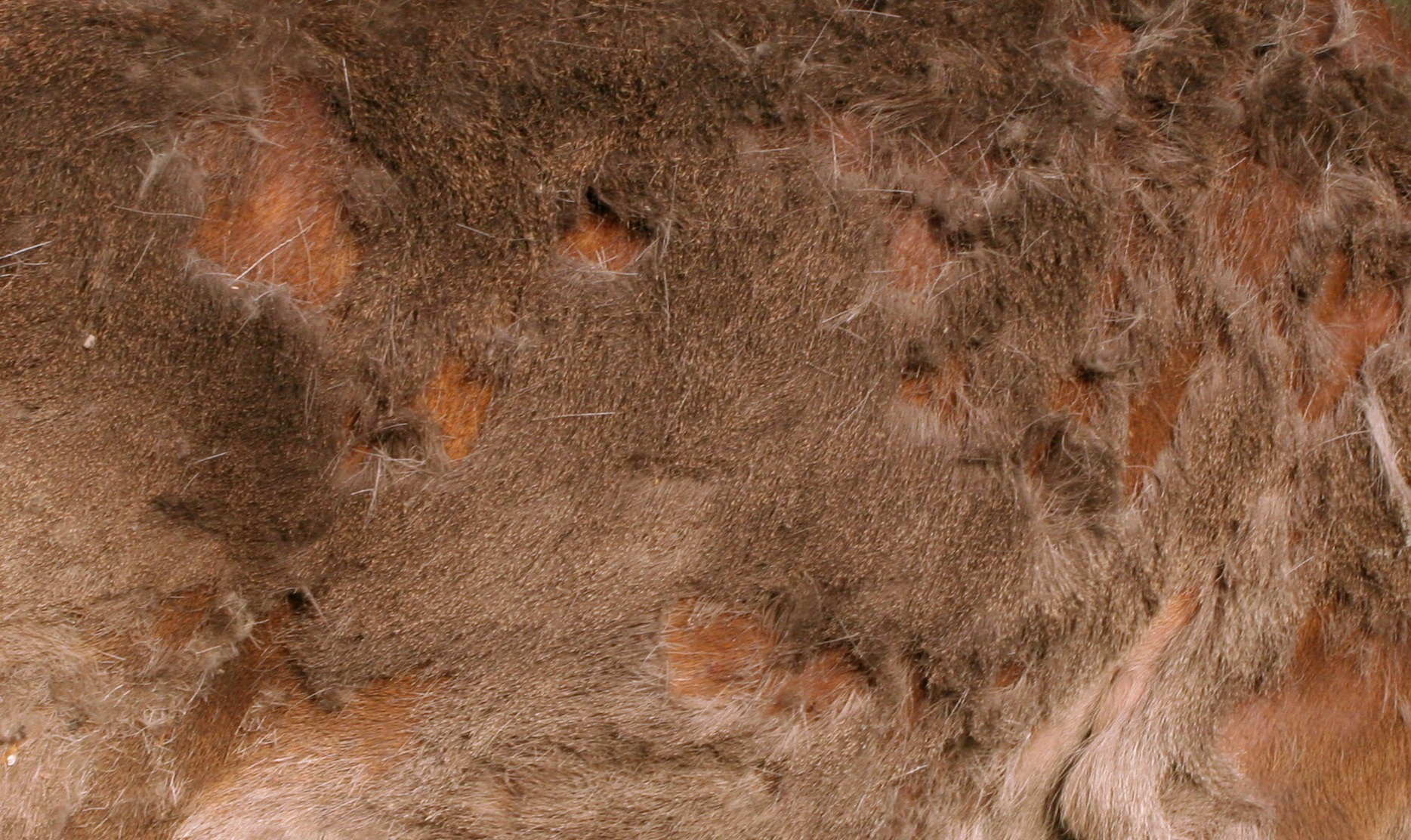
Mue printanière de l’orignal. Le pelage d’hiver tombe au profit d’un pelage plus brun et ras. Ces poils et ceux d’autres animaux sont utilisés par des oiseaux ou micromammifères pour faire leur nid.

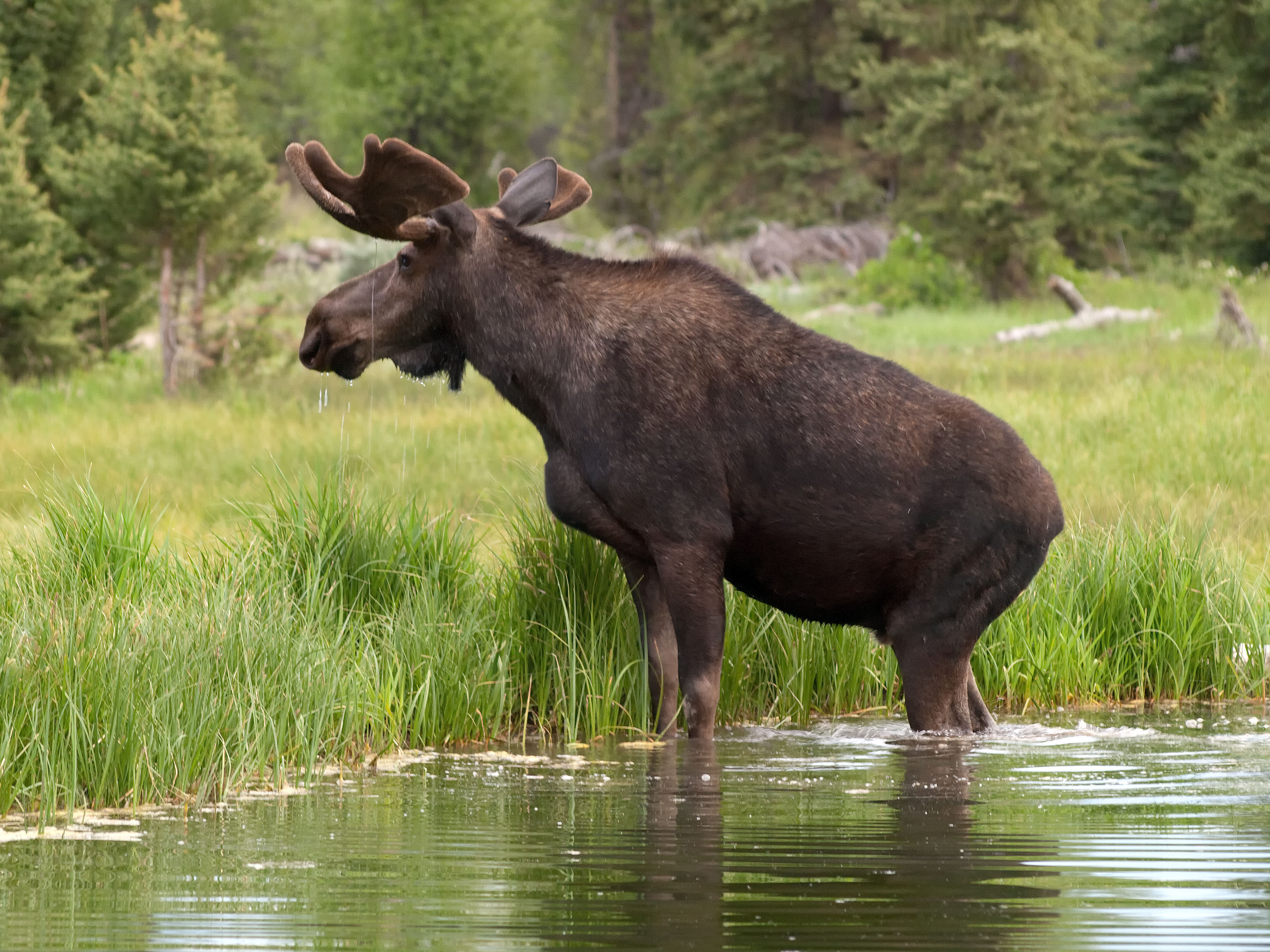
Orignal sortant (après y avoir mangé, sous l'eau des plantes aquatiques) d'un étang créé par des castors (Amérique du Nord), dans le Parc national de Grand Teton (N-W de l'État du Wyoming).
Les castors en coupant quelques arbres et faisant remonter le niveau de l'eau ont aussi créé cette clairière ensoleillée propice à une haute strate herbacée appréciée des grands herbivores.

## Histoire

### Préhistoire et premières domestications
Si l’élan est aujourd'hui le plus grand des cervidés, il a longtemps été dépassé en taille par le cerf Megaloceros giganteus, qui l’a côtoyé durant la Préhistoire. Tous deux furent chassés et localement exterminés par l’homme ; après avoir survécu à trois glaciations, le Megaloceros a totalement disparu, tandis que l’orignal a peu à peu été confiné en zone circumpolaire.
Des preuves archéozoologiques montrent que l'élan a été présent dans pratiquement toute l'Europe de l'Ouest, après être arrivé de l'est, il y a environ 800 000 ans (au tout début de la glaciation de Mindel), puis présent partout dont en France (en même temps que le renne, le cerf mégacéros et le cerf élaphe, comme le montrent les ossements trouvés dans la grotte Tournal à Bize (Aude), ou encore dans les grottes Jean-Pierre 1 et 2 et jusqu'au-delà des Pyrénées), en Espagne et au-delà des Alpes, en Italie (comme l'ont montré les fouilles de la grotte de Broion, Vicence, Italie).
La domestication d'élans semble ancienne. Les Iakoutes de Sibérie l’ont utilisé comme animal de trait et comme monture. Ce dernier usage a plus tard été interdit en Russie, car des malfaiteurs montant des élans distançaient les chevaux de la police. L’élan a aussi servi à tirer de lourdes charges sur des terrains difficiles où le cheval s’enfonçait. Il a été domestiqué, mais non élevé en troupeau.

### Déclin en Europe de l'Ouest
Comme pour l’aurochs, des populations relictuelles d’élans ont survécu jusqu'au Moyen Âge, au moins dans les plaines humides en France, en Belgique, mais aussi en Suisse et en Allemagne avant que la chasse (pour la viande et les trophées) ne les élimine de ces contrées. Il est attesté par des textes ou des fossiles récents en France à l’époque gauloise jusqu'à l’an 250. Il subsiste en Alsace au moins jusqu'au IXe siècle. Un texte mentionne un élan tué en 764 par deux seigneurs de la suite de Pépin le Bref à Nordlingen (Bavière). Il est signalé comme commun en Suisse jusque vers l’an mille. Dans le Comté de Flandre où les zones humides étaient encore nombreuses avant les grands drainages médiévaux, les derniers élans auraient été tués vers l’an 900, après une période d’invasion marine qui les a sans doute forcés à quitter le refuge des marais, roselières et forêts de l’actuelle Flandre maritime. On pense qu'il a pu survivre en Normandie jusqu'au Xe siècle dans le Marais-Vernier.
En Europe centrale, l’élan aurait survécu à la chasse jusqu'au XIVe siècle en Bohême, jusqu'au XVIe siècle en Mecklembourg, jusqu'en 1760 en Galicie et jusqu'à la fin du XVIIIe siècle en Hongrie. Un projet de réintroduction en France est porté par le parc naturel régional des Boucles de la Seine normande.
L’ongle d’orignal entrait avec d’autres produits animaux (crâne humain, os, dents d’hippopotame) dans la composition de la poudre de guttete, remède réputé antiépileptique compris dans la pharmacopée maritime occidentale au XVIIIe siècle.

### Introduction et réintroductions récentes
Au Canada, en 1904, des orignaux ont été introduits avec succès sur l’île de Terre-Neuve. D'autres tentatives moins fructueuses ont été effectuées sur l’île d’Anticosti dans le golfe du Saint-Laurent. En 1910, dix élans furent introduits dans le Fiordland en Nouvelle-Zélande, mais ils se sont apparemment éteints. Cependant, on rapporte des contacts occasionnels, et il est possible que des orignaux demeurent en Nouvelle-Zélande.
En Europe, l’élan a failli disparaître alors qu’il était largement présent durant la Préhistoire,.
Depuis que sa chasse est mieux contrôlée, et que des programmes de réintroduction et de protection lui ont été consacrés, des populations se sont localement reconstituées dans certaines régions russes au cours du XXe siècle.
Des populations se sont récemment reconstituées en Sibérie à l’est de la Léna. Il n’en restait presque plus en 1974 ; on en compte 22 000 à 24 000 qui profitent des immenses zones humides.
Une population plus modeste se reconstitue en Tchécoslovaquie, à la même latitude que la Normandie.
En France, une réintroduction est envisagée, pour la gestion des zones humides.
Pologne
Le projet polonais de réintroduction d’élans date de 1951. Il concerne la forêt de Kampinos où le dernier élan connu a été abattu au XVIIIe siècle. Les élans réintroduits proviennent de Biélorussie. Ils ont d’abord été élevés dans un enclos avant d’être libérés dans l’habitat forestier en 1958. De ce noyau de recolonisation renforcé de quelques autres spécimens réintroduits dans le nord-est du district de Rajgród, est née une population dispersée qui a réussi à essaimer dans d’autres secteurs de la Pologne où cette réintroduction est considérée comme un succès. De 1962 à 1965, la croissance démographique du groupe d’élans de la forêt de Kampinos a en effet été de + 20 %/an en moyenne. De 1961 à 1966, les gestionnaires du parc national de Kampinos ont noté que 30 % des naissances étaient des jumeaux. La population des élans dans Kampinos est aujourd'hui estimée à 100-120 individus (3 à 4 par 1 000 hectares). Des lynx ont également été réintroduits dans cette région pour contribuer à réguler la population d’élans (animaux malades ou atteint de problèmes congénitaux liés à une faible diversité génétique).
Conditions de réussite
L’orignal nécessite un territoire assez vaste. Le maintien dans un enclos où il est nourri augmente le risque de parasitisme lié à la promiscuité (cet animal est notamment parasité par un petit diptère ectoparasite spécialisé de la famille des Hippoboscoidea Lipoptena cervi)  et cause une croissance anormale des sabots qui s’usent moins quand l'animal se déplace peu. Il apprécie les forêts très humides et ouvertes, riches en végétation arbustive.

## Mode de vie

### Comportement
L’élan est un animal indépendant et solitaire en été, qui ne vit en couple qu’au moment du rut (mi-septembre à mi-octobre). Les mâles ne forment pas de harems. Il peut toutefois former des groupes en hiver. Timide dans les zones où il est souvent dérangé ou chassé, il peut être curieux dans les zones de calme, tout en restant éloigné de l’humain. Certains individus n’hésitent pas à visiter quelques zones rurales (pâtures, champs de céréales) ou urbaines, voire des aéroports ou jardins périurbains.
Comme presque tous les animaux, il peut être agressif au moment du rut pour les mâles, et durant l’élevage des petits pour les femelles, qui ne laissent personne approcher leur petit à moins de 25-30 m, ou encore s’il est blessé ou acculé sans possibilité de fuite.
L’orignal peut parcourir des distances importantes et traverser des bras de fleuves à la nage. Souvent en été, agressé par les mouches et les taons, il s’immerge dans l’eau afin de se débarrasser de ses hôtes encombrants.

### Régime alimentaire
Il vivait aussi autrefois dans des zones plus tempérées. Il ne survit aujourd'hui que sous des climats plus nordiques, à la saisonnalité très marquée ; il y adapte ses choix alimentaires et d'habitats en fonction des saisons et de son environnement proche, au gré de la disponibilité en ressources alimentaires.
Il se nourrit principalement de jeunes branches, pousses et de feuilles de saule ou de bouleau qui composent 50 % de son alimentation en été et 80 % en hiver. Il apprécie aussi les plantes aquatiques (qu'il peut brouter sous l'eau), ainsi que d’écorces d’arbres et de cônes en hiver.
Il se nourrit essentiellement d’herbe, de plantes aquatiques qu’il peut brouter la tête entièrement immergée sous l’eau (il reste parfois une minute en plongée), de feuillage, de branches, d’écorce et d’autres végétaux. Il consomme accessoirement des champignons, des mousses et des lichens.
Il se nourrit plus facilement sur les buissons et jeunes arbres qu’en forêt où les arbres sont trop hauts pour que les feuilles lui soient accessibles. La présence de castors qui recèpent les arbres sur les berges lui est favorable.

### Habitat
Les élans ou orignaux vivent dans les forêts boréales et les forêts mixtes de feuillus de l’hémisphère Nord, sous des climats tempérés à subarctiques. Leurs choix d'habitats sont guidés par leurs besoins en nourriture : la forêt mélangée et les forêts de feuillus ainsi que les sites perturbés par les épidémies d'insectes (acolytes, papillons défoliateurs) ou les chablis plus éclairés et donc plus riches en herbacées sont préférés ; inversement, il n'apprécie pas les peuplements résineux purs ni les milieux ouverts et coupes à blanc.
L'été, les zones humides lui apportent fraîcheur et nourriture abondante, favorable à la lactation et à la croissance des bois. En début d'hiver des peuplements riches en brout qui offrent la nourriture adéquate. En fin d'hiver il recherche des lieux abrités lui permettant de limiter ses pertes énergétiques.
Selon R Courtois, l'un des spécialistes canadiens de cet animal, la conservation de « couverts de fuite adéquats » serait nécessaire pour réduire la vulnérabilité de l'Orignal à la chasse comme cause de mortalité.
Les femelles ont aussi besoin de lieux tranquilles et isolés pour vêler en sécurité, en limitant les risques de prédation.
Le réchauffement climatique et les hivers anormalement doux semblent aussi affecter l'orignal dans le Minnesota.

### Répartition
En Amérique du Nord, leur aire de répartition comprend tout le Canada et l’Alaska, une grande partie de la Nouvelle-Angleterre, les états de Washington et du nord du Minnesota, et le nord des Montagnes Rocheuses. Lors de l'arrivée des Européens au XVIe siècle, l'espèce était déjà largement réparti sur le Continent. Après leur introduction sur Terre-Neuve, au début du XXe siècle, ils sont maintenant l’ongulé dominant du territoire.
En Europe, ils vivent principalement dans la péninsule Scandinave, qui compte aujourd'hui 200 000 têtes environ, et en Russie. Des populations vestigiales demeurent dans plusieurs pays d’Europe où les élans étaient autrefois nombreux, dans les pays baltes, en Tchécoslovaquie, Pologne et Roumanie. Des élans erratiques ont été signalés en Allemagne du Nord jusqu'à la frontière des Pays-Bas, ainsi qu’en Hongrie.
En Asie, les élans se trouvent essentiellement en Sibérie, avec quelques groupes en Chine. De manière générale, l’aire de répartition des élans s’est rétrécie avec le temps.
Un projet de réintroduction est à l’étude en France, en Normandie, dans le Marais-Vernier.

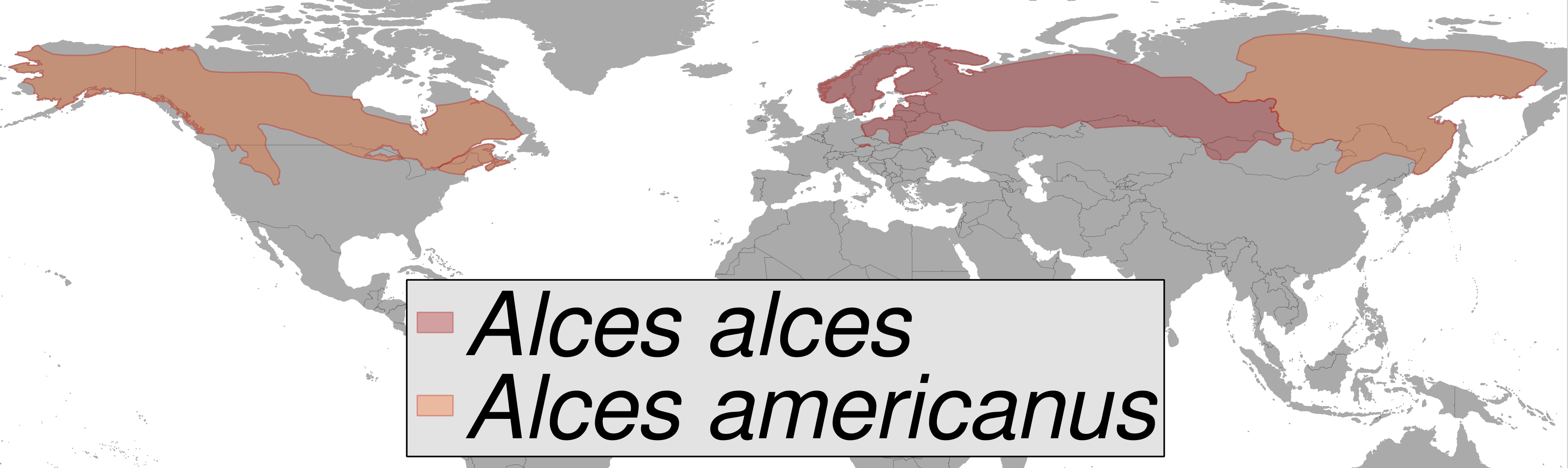
Répartition des deux espèces du genre Alces dans le monde.

## Caractéristiques physiques

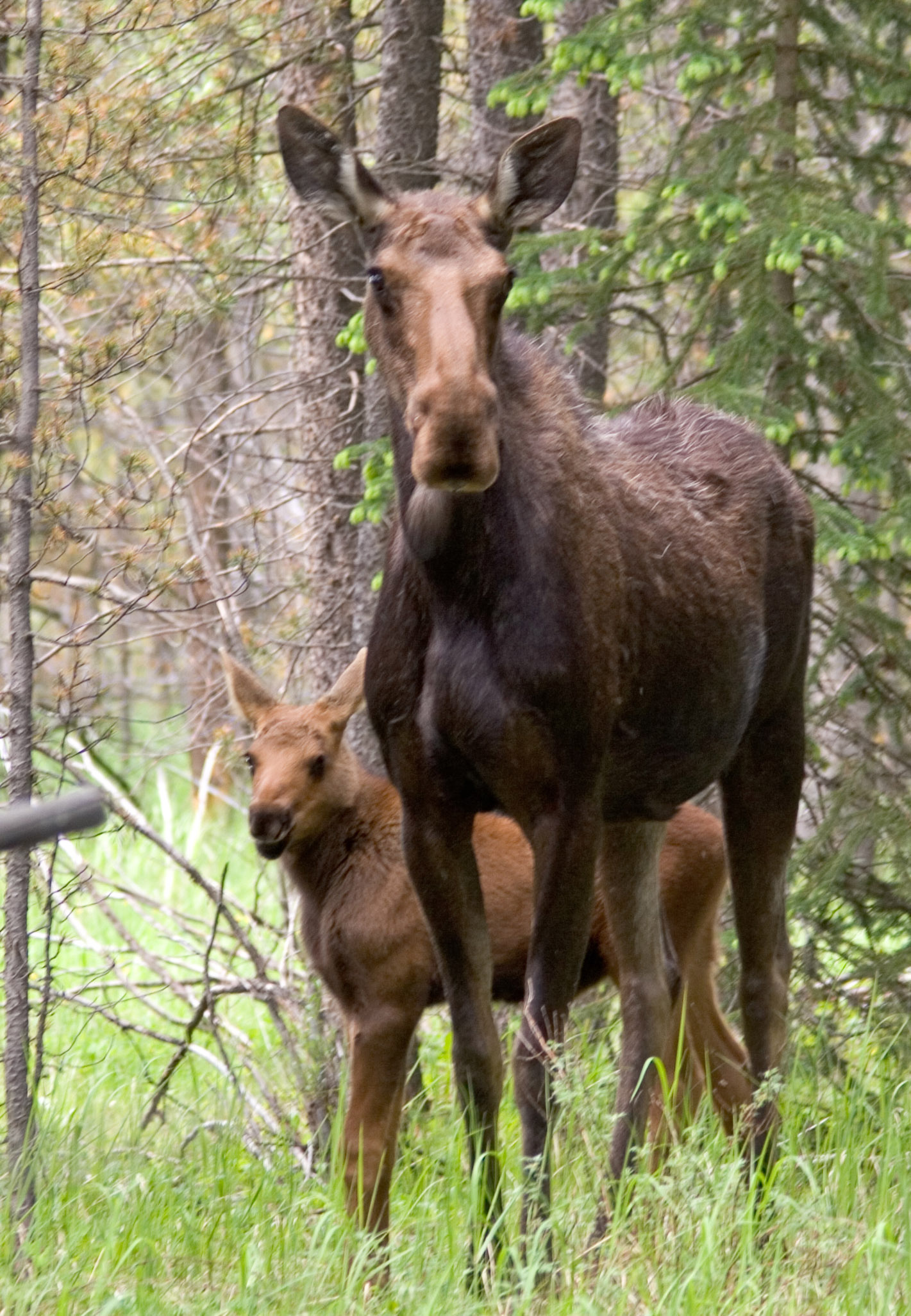
Femelle d’orignal et son petit, Parc national de Rocky Mountain.

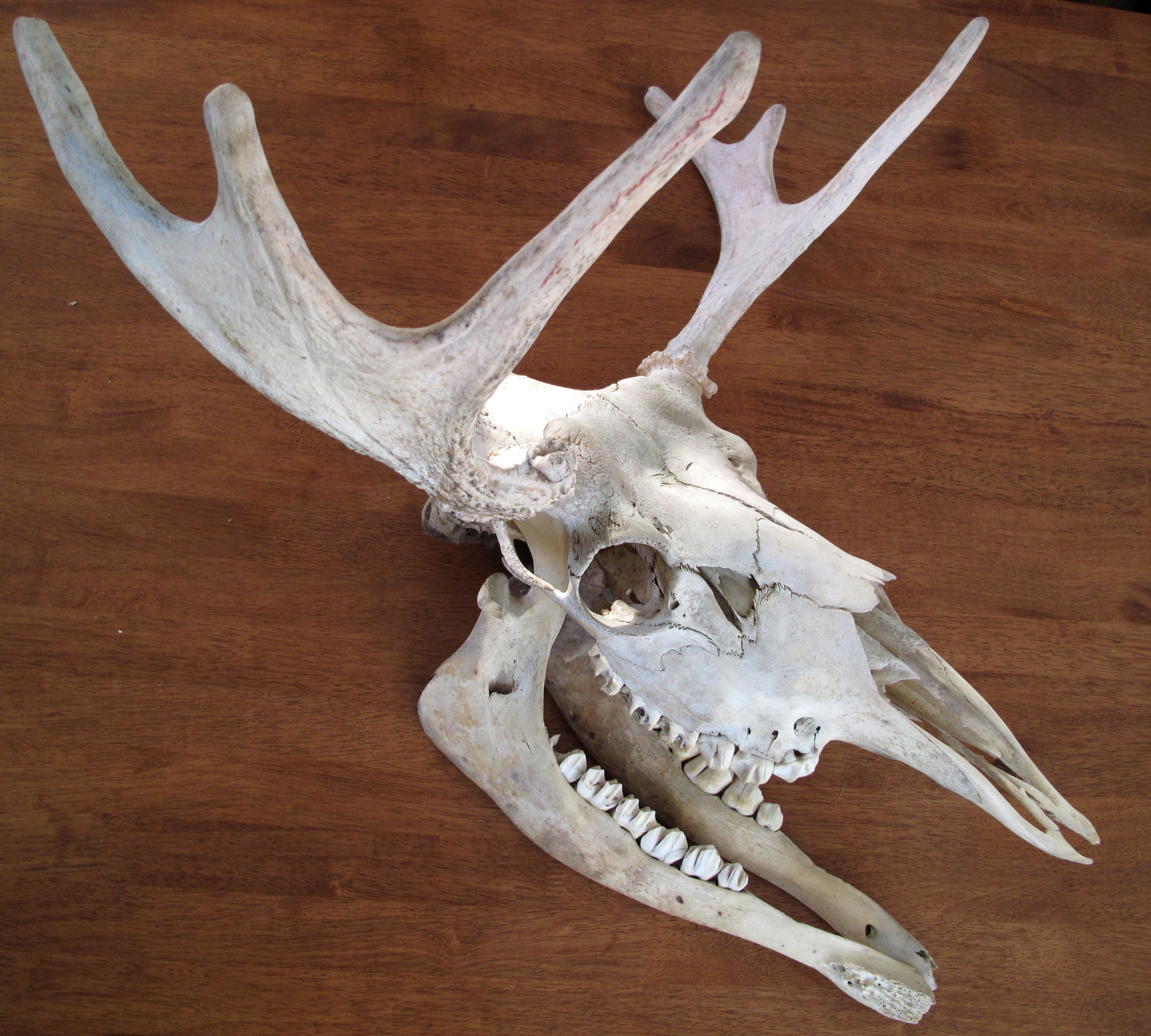
crâne d'orignal.

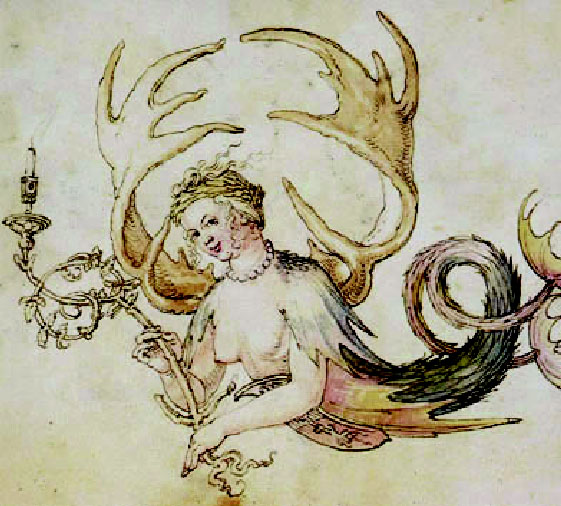
Les bois particulier de l’élan ont ici inspiré Dürer (1513).

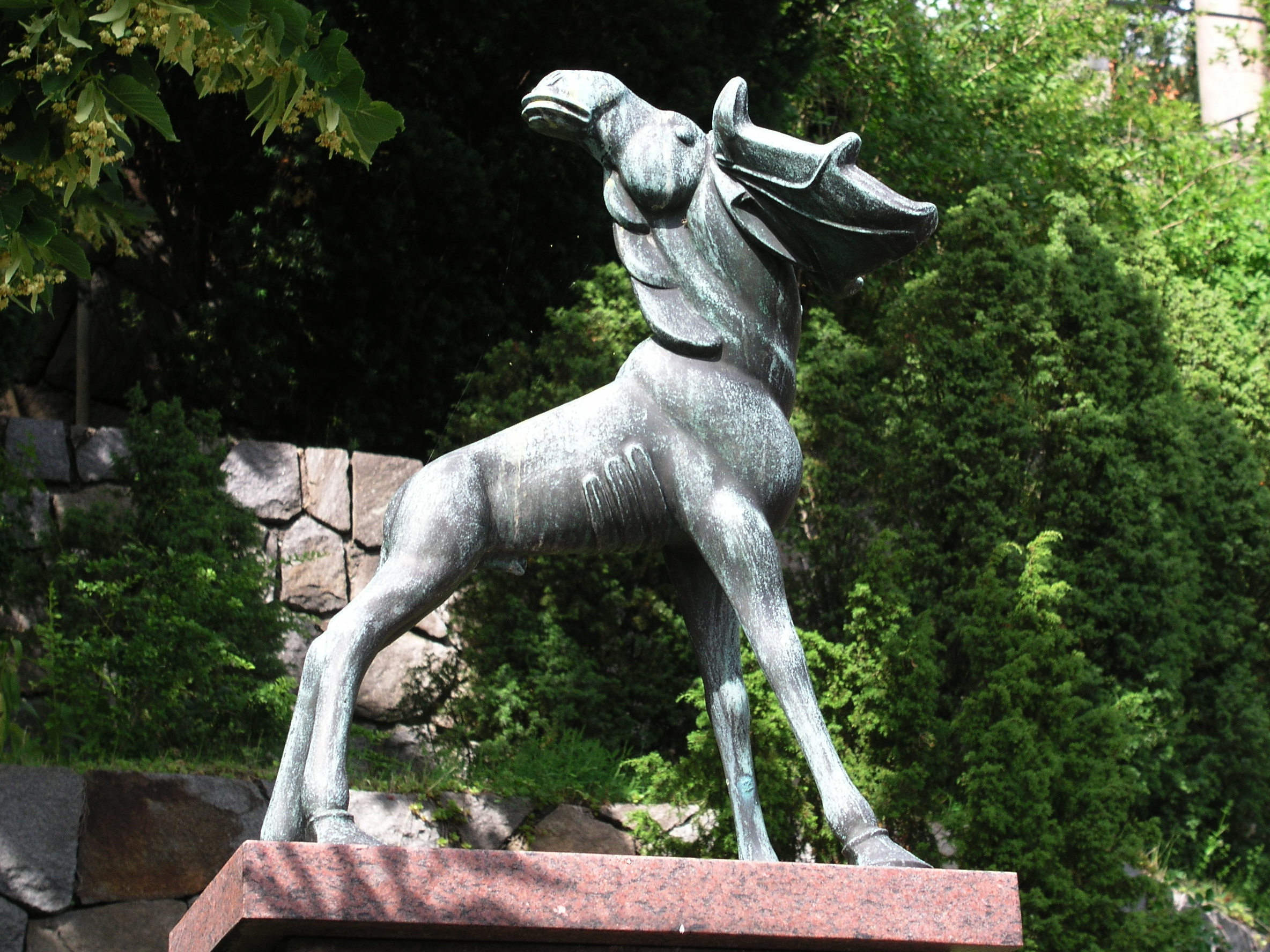
Élan de bronze (Millesgården, Lidingö, Suède).

Les mâles pèsent entre 500 kg et 700 kg pour 230 cm au garrot, et les femelles pèsent entre 350 kg et 580 kg pour 160 cm. L’adulte perd 15 à 17 % de son poids vif chaque hiver, voire plus lors d’hivers difficiles. Les petits pèsent environ 15 kg à la naissance mais grandissent rapidement.
Seuls les mâles possèdent des bois, qui peuvent dépasser 1,60 m de largeur et 20 kg ; ils sont larges et plats avec de petites pointes. Au mois de novembre, le cervidé perd sa parure. Un élan découvert en Alaska en 1897 détient le record du plus grand cervidé connu : ce mâle atteignait 2,34 m à l’épaule, pour 816 kg. L’envergure de sa ramure était de 2 m.
La longueur inhabituelle de ses pattes donne à l’élan une démarche particulière et lui permet de brouter les ligneux. Comme une chèvre, il peut se dresser sur ses pattes postérieures et en tendant le cou, brouter dans les branches jusqu'à près de 3 mètres de hauteur.
Ses sabots élargis et palmés lui permettent de nager dans le courant et de ne pas s’enfoncer dans les sols mous (vase, neige, tourbières à sphaignes) ainsi que de se déplacer facilement dans l’eau et dans les mégaphorbiaies en enjambant troncs renversés et ronciers. On le rencontre souvent dans les zones humides et marécageuses près des rivières. L’allure habituelle de l’élan est un trot qui paraît mal assuré, mais il est capable de galoper et d’atteindre une vitesse de 55 km/h.
Le museau est long et poilu hormis une petite zone triangulaire sous les narines. Le mâle possède une poche poilue sous le cou, appelée « cloche ». Ce ruminant a un cou assez trapu (chez le mâle surtout) qui, relativement à la longueur de ses pattes l’empêche de paître facilement. Sa denture ressemble à celle d’autres ruminants tels que les chevreuils, les vaches, les moutons ou les chèvres. Des deux côtés de la mâchoire inférieure se trouvent trois molaires, trois prémolaires et quatre dents de devant, dont l’une est une canine transformée. La mâchoire supérieure ne contient pas de dents de devant, mais présente une plaque en corne contre laquelle l’élan mâche sa nourriture.
Comme d’autres cervidés, il apprécie et recherche les sels minéraux, peut-être pour compenser ses besoins lors de la croissance annuelle des bois (jusqu'à 15-20 kg pour les ramures les plus spectaculaires).
La période de reproduction va de mi-septembre à mi-octobre. La période de gestation dure environ 8 mois. La femelle fait une portée comprenant généralement un ou deux petits, rarement trois. Les faons pèsent de 11 à 15 kg à la naissance et sont capables de tenir debout quelques minutes après leur naissance. Les femelles se montrent très agressives durant la période d'élevage des petits et ne laissent personne s'en approcher à moins de 25 mètres.

## Systématique
L’élan est un mammifère artiodactyle, de la famille des Cervidés, et du groupe anatomique autrefois identifié par Brooks comme étant celui des télémétacarpiens (métacarpe éloigné du carpe).
Traditionnellement, l’unique espèce Alces alces est subdivisée en 7 (ou 8 selon les auteurs) sous-espèces, dont quatre en Amérique du Nord :
- Alces alces gigas : en Alaska et au Yukon. Ce sont les plus gros.
- Alces alces shirasi : orignal du Yellowstone (Wyoming, Alberta, sud de la Colombie-Britannique, Idaho, Montana).
- Alces alces andersoni : orignal de l’ouest du Canada (Michigan, Minnesota, ouest de l’Ontario, Colombie-Britannique…).
- Alces alces americana : orignal de l'est du Canada (est de l’Ontario, Terre-Neuve, Maine, Québec…).

et une seule sous-espèce européenne :
- Alces alces alces dit élan européen, qui n’est plus au début du XXIe siècle présent à l’état sauvage qu’en Scandinavie, Finlande, Pologne, et dans quelques régions de Russie, avec un retour naturel en Tchécoslovaquie. De taille moyenne, sa robe est brun-clair.

auxquelles sont ajoutées deux sous-espèces asiatiques :
- Alces alces cameloïdes : élan de Mandchourie (sud-est de la Sibérie, nord-est de la Chine), le plus petit, de couleur plus foncée, plus rare et très peu étudié.
- Alces alces pfizenmayeri : élan sibérien que l'on trouve jusqu'au Kamtchatka ; animal de grande taille qui évoque Alces alces gigas.

Les recherches faites au XXIe siècle tendent à distinguer deux espèces à part entière, Alces americanus et Alces alces, dans lesquelles se répartissent les sous-espèces.

### Liste des espèces et sous-espèces
Selon Mammal Species of the World (version 3, 2005)  (9 oct. 2012) :
- Alces alces
  - sous-espèce Alces alces alces
  - sous-espèce Alces alces caucasicus
- Alces americanus
  - sous-espèce Alces americanus americanus
  - sous-espèce Alces americanus cameloides

Selon ITIS (9 oct. 2012) et Catalogue of Life (9 oct. 2012) :
- Alces alces

Selon NCBI (9 oct. 2012) :
- Alces alces
  - sous-espèce Alces alces alces
  - sous-espèce Alces alces cameloides
  - sous-espèce Alces alces gigas
  - sous-espèce Alces alces pfitzmayeri
  - sous-espèce Alces alces shirasi
- Alces americanus

Selon Paleobiology Database (9 oct. 2012) :
- Alces (Megaceros)
- Alces alces

## Fonctions écologiques
Cet animal, capable de traverser des lacs et fleuves importants à la nage en Amérique du Nord, est le seul mammifère cervidé capable de brouter des végétaux aquatiques, la tête sous l’eau. Il semble donc occuper une niche écologique particulière et il pourrait avoir joué pour cette raison un rôle important pour l’entretien de la biodiversité et de la végétation naturelle potentielle des zones humides froides et tempérées. Il consomme quotidiennement environ 5 % de son poids (soit plus ou moins 20 kg de biomasse végétale fraîche par adulte de 400 kg).
Sa présence étant attestée jusqu’au Moyen Âge dans l’Europe moyenne (Allemagne, France), certains auteurs suggèrent de le réintroduire dans des zones humides protégées, en complément des ovins, chevaux ou bovins rustiques utilisés pour la gestion et la restauration de ces milieux. En effet, comme celui des autres cervidés, son système digestif est mieux adapté à la digestion de matières ligneuses que ceux des animaux herbivores déjà présents dans les réserves et il est le seul qui pâture volontiers les ligneux parfois envahissants des écotones des zones humides, entretenant, comme le fait aussi le castor, des abords dégagés et ensoleillés. À la saison froide, il mange de 20 à 25 kg de branches, écorces et rameaux généralement de saules, aulnes et bouleaux, essences pionnières participant à la fermeture des zones humides et aux apports massifs de feuilles mortes qui contribuent à l’atterrissement anormalement rapide des mares, tourbières et zones humides peu profondes. Son pied est composé de 4 sabots par patte, reliés pour partie par une membrane interdigitaire qui lui permet de moins s’enfoncer dans les sédiments et sols mous que d’autres espèces (charge de 420 à 440 g/cm2, contre 750 pour un bovin et 800 pour un cheval).

## Intérêt cynégétique

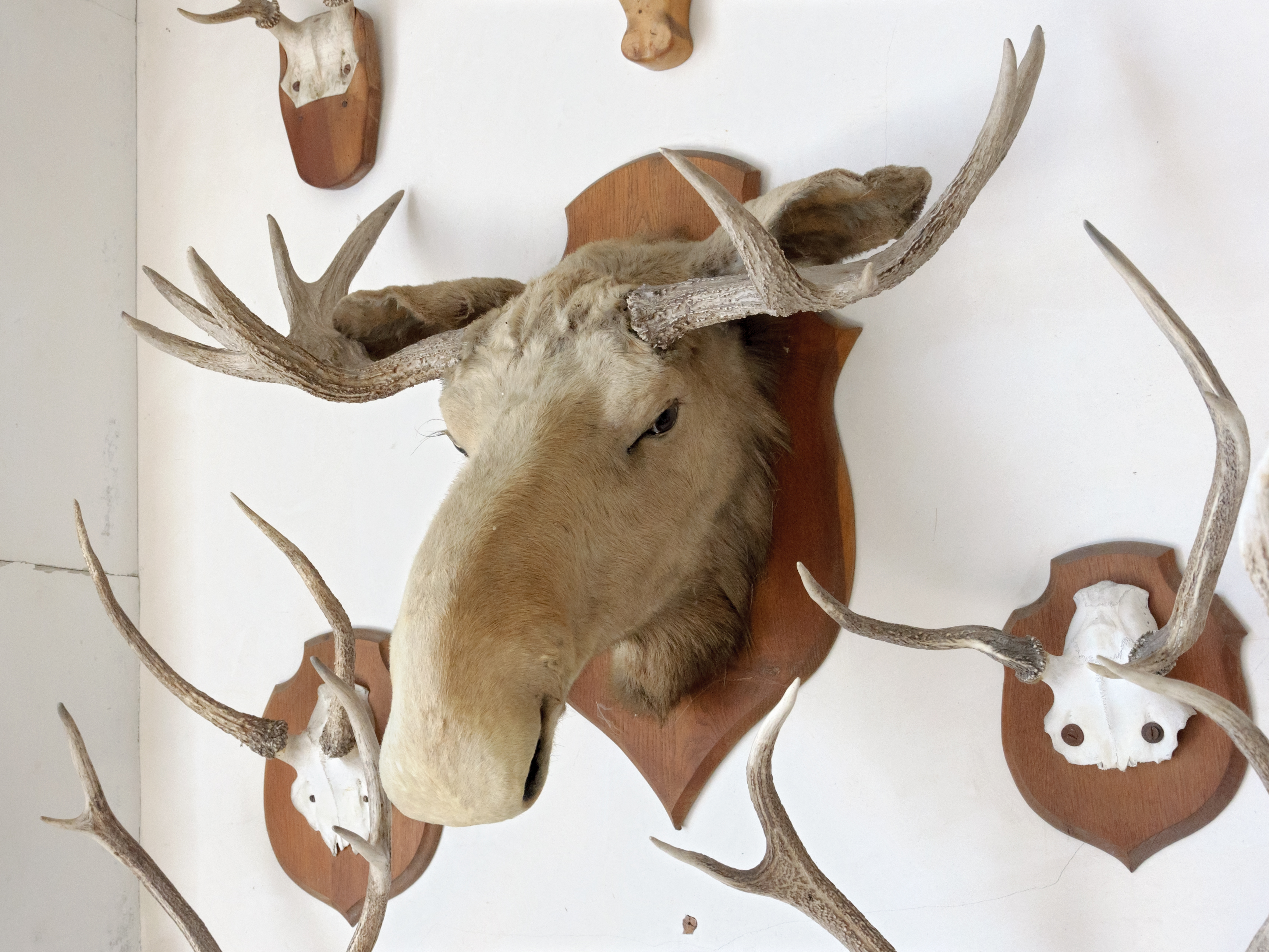
Trophée de tête d'élan (château de Tanlay, Yonne, France).

L’orignal est chassé en Europe du Nord et en Amérique du Nord. Dans les pays nordiques, sa viande est réputée meilleure que celle du cerf élaphe (vendue dans les années 1990 quatre fois plus cher que la viande de bœuf). Dans les zones où le gibier d’eau est intensivement chassé, il semble pouvoir être victime de saturnisme en ingérant des grenailles de plomb toxique, avec la nourriture qu’il broute sous l’eau.
Cette espèce contribue aussi (avec le castor, quand et là où celui-ci fait des barrages) à entretenir des milieux humides ouverts et ensoleillés ; sa capacité (unique chez les mammifères contemporains de l'hémisphère Nord) à faucarder les plantes sous l'eau le rend favorable à la présence d'oiseaux d'eau (dont gibier d'eau pour les chasseurs, dit « sauvagine » au Canada). En exportant une grande quantité de végétaux, il contribue sans doute aussi à déseutrophiser les étangs où il se nourrit, et à freiner leur « atterrissement » (phénomène de colmatage des zones humides par accumulation de feuilles mortes ou tourbe).

## Domestication et élevage

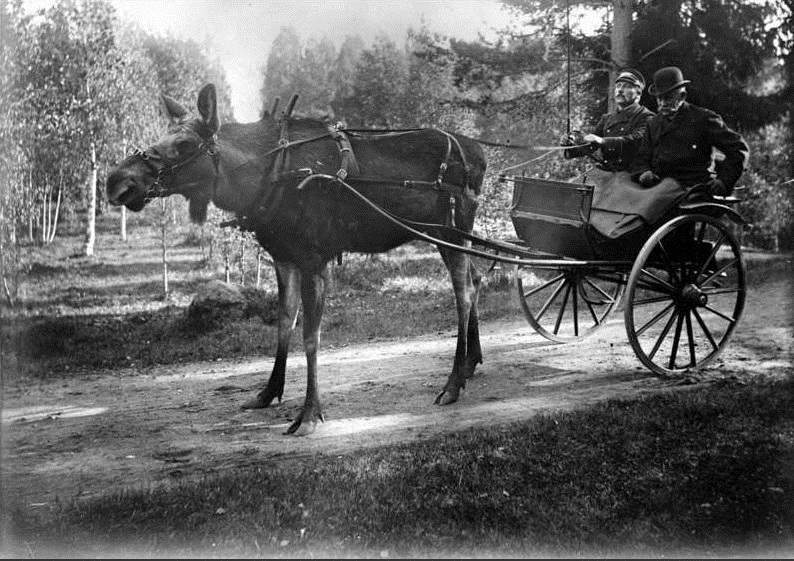
Älgen Stolta en Suède. Elle se fait connaître localement après avoir gagné une course de trot contre des chevaux de course en 1907.

Des tentatives de domestication de l'Alces ont été régulièrement tentées puis abandonnées. Des animaux élevés jeunes et pris individuellement ont été utilisés comme bête de somme et de trait. En URSS, un élevage plus intensif dans des fermes a été tenté ; mais bien que l'animal soit docile, son caractère solitaire rend son élevage en groupe compliqué. La femelle peut produire en moyenne 150 à 200 litres par lactation. Comme bête de bât, il est parfaitement adapté au déplacement en milieu marécageux et peut porter entre 80 et 130 kg. Attelé, il peut tirer jusqu'à 400 kg,.

## État, pressions et menaces pour l'espèce
Cette espèce n'est pas considérée comme menacée, mais elle a disparu d'une partie importante de son aire naturelle de répartition. Hors des réserves naturelles non-chassables, la chasse est sa première cause de mortalité.
Une préoccupation croissante existe cependant, née en Amérique du Nord depuis qu'on a montré qu'elle pouvait être victime d'une maladie émergente : la Chronic Wasting Disease (CWD, une maladie débilitante chronique) qui touche aussi les autres cervidés. Cette maladie semble en extension rapide depuis les années 1960.
Jusqu'en 2015, la maladie n'était connue dans la faune sauvage qu'en Amérique du Nord (selon les données de surveillance disponibles pour ce qui concerne la faune sauvage).
Mais en 2016 on a détecté en Norvège trois premiers cas de maladie débilitante chronique (ou CWD ou MDC) chez deux espèces différentes de cervidé sauvage. Le 1er cas (qui est aussi le 1er cas au monde) concernait un renne. Dans les mois qui ont suivi deux femelles de rennes ont aussi été trouvées malades, dans la municipalité de Selbu (à Sør-Trøndelag) près de la frontière suédoise, alors que le premier cas de maladie à prion avait été détecté peu avant chez un renne (Rangifer tarandus tarandus) bien plus au sud de la Norvège le 4 avril 2016.
La situation inquiète les spécialistes car ce prion s'est montré comparable à celui qui cause l’encéphalopathie spongiforme des cervidés dénommée « Chronic wasting disease » ou CWD en Amérique du Nord où la maladie s'est montrée depuis 20 ans très contagieuse, inéluctablement mortelle et très difficile à freiner,.
Il peut être perturbé par les coupes rases, les milieux cultivés, agroforestiers ou dans les emprises de lignes à haute-tension, plus encore si leurs emprises ont été traitées avec un phytocide. Une étude (1984) a montré que dans un territoire traversé par une emprise de ligne électrique, il y est trois fois moins présent qu'en forêt adjacente. Les auteurs ont aussi noté que « les emprises de 90 m de large sont plus fréquemment traversées en hiver que celles de 140 m de large », ce qui montre qu'il est sensible à la fragmentation forestière. En Amérique du Nord, l'influence des emprises de transmission électrique est jugée faible car la densité naturelle de la population d'orignaux est également faible dans ces régions.